# Trag koji ostaje
Trag koji ostaje je zbirka pesama poznatog multimedijalnog umetnika Branka Radakovića. Izdata je 2006.
Do izlaska knjige, prema sopstvenim rečima autora, pesme su mu bile među najvažnijim medijima kroz koje se izražavao, dok ih danas piše samo kada zaista oseti potrebu.

## O nastanku zbirke i uzorima
Radaković je u ovoj zbirci sakupio najvećim delom pesme koje je napisao u vreme dok je pohađao osnovnu i srednju školu, a uzori su mu bili, između ostalog, Šarl Bodler, Edgar Alan Po, Žak Prever, Sergej Jesenjin, Tin Ujević i Rade Drainac.

## O zbirci
O ovoj zbirci pisala je pohvalno i hrvatska književnica Denis Kožljan.

## Spoljašnje veze
- Trag koji ostaje (2006). ISBN 978-86-908911-0-8.
- Trag koji ostaje ili Ljubavni zanos jednog kozmopolite Recenzija
- Intervju sa Brankom Radakovićem Digitalne knjige